# Jean-Pierre Mottet
Ne doit pas être confondu avec Pierre Mottet.
Jean-Pierre Mottet, né le 1er avril 1959 à Vienne en Isère, est un footballeur devenu entraîneur. Il est l'actuel entraîneur des gardiens de but du Lille OSC depuis 2001.

## Palmarès
- Finaliste des Jeux Méditerranéens en 1979, avec les Espoirs (au poste de gardien de but)[1]